# Caia (género)
Caia Fanning et al.(1990) es un género de plantas fósiles descrito a partir del descubrimiento de sus restos en un yacimiento paleontológico de las localidades de Perton y Hereford, en Reino Unido. La única especie asignada a este género en la actualidad, Caia langii, ha sido datada según la edad de los sedimentos en los que se encontró en el periodo Prídoli del Silúrico superior, entre 423 y 419,2 millones de años.
Los restos fósiles de este vegetal localizados hasta el momento constan de una serie de ejes cilíndricos con ramificación isótoma y cutícula lisa con esporangios terminales. Estos esporangios tienen forma ovoide elongada, en su mayoría son simples aunque varias muestras presentan bifurcaciones. El principal carácter diagnóstico para el género es la presencia de emergencias espinosas de gran tamaño en los esporangios, especialmente concentradas en la zona distal de estos y que se han relacionado con algún tipo de mecanismo de nutrición. Asociadas a los esporangios aunque no de forma que permita una inequívoca asignación al grupo se han identificado isoesporas retusoides y triletas sin ornamentación en sus paredes denominadas Retusotriletes coronadus.
Debido a que los restos de Caia son muy fraccionarios e incompletos la situación filogenética del grupo es imprecisa, aunque son suficientes para definir un género nuevo. Por la morfología alargada y bifurcada de los esporangios y la unión directa de estos al tallo sin filamento se relaciona al grupo con el vegetal Tortilicaulis y más estrechamente con Horneophyton como grupos basales de los polisporangiofitos. En el yacimiento de origen esta especie aparece asociada a los vegetales Cooksonia cambrensis, Cooksonia pertoni, Pertonella dactylethra y Salopella sp. propias de los márgenes semiinundados de aguas continentales del Silúrico superior.